# Westphalen-Umlagerung
Die Westphalen-Umlagerung oder Westphalen-Lettré-Umlagerung ist eine Namensreaktion der organischen Chemie. Bei dieser Namensreaktion geht es um eine Umlagerung einer Methylgruppe und die dadurch verbundene Entstehung einer Doppelbindung. Sie wurde 1914 von dem deutschen Chemiker Theodor Westphalen († 1915) entdeckt und 1937 von Hans Lettré näher untersucht.

## Übersichtsreaktion
Bei dieser Umlagerungsreaktion wandert eine Methylgruppe unter Abspaltung von Wasser, dazu entsteht noch eine Doppelbindung.
Hierbei können R1 und R2 beliebige organische Reste sein. Ein Beispiel für ein Molekül wäre Cholestantriol-diacetat.

## Reaktionsmechanismus
Dieser Reaktionsmechanismus ist ein Vorschlag aus dem Buch „Comprehensive Organic Name Reactions and Reagents“:
Durch Hinzugabe einer Säure kann nun die Hydroxygruppe des Alkohols (1) protoniert werden, wodurch dann die gute Fluchtgruppe Wasser abgespalten wird. Das tertiäre Carbeniumion (2) ist aufgrund des +I-Effekts von den drei angrenzenden Alkylgruppen stabilisiert. Die Methylgruppe kann nun die Elektronen zur Verfügung stellen, indem es zu dem Carbeniumion herüber wandert (3). Das nun ebenfalls tertiäre Carbeniumion kann, unter Abspaltung eines Protons an einem benachbarten Kohlenstoffatom, eine Doppelbindung ausbilden, es entsteht (4).